# Хуан Карлос Родрігес Морено
Хуан Карлос Родрігес (ісп. Juan Carlos Rodríguez, нар. 19 січня 1965, Леон) — іспанський футболіст, що грав на позиції захисника.
Виступав, зокрема, за клуби «Атлетіко» і «Барселона», а також національну збірну Іспанії.
Володар Кубка Іспанії з футболу. Триразовий чемпіон Іспанії. Переможець Ліги чемпіонів УЄФА. Володар Суперкубка УЄФА. 

## Клубна кар'єра
Народився 19 січня 1965 року в місті Леон. Вихованець футбольної школи клубу «Реал Вальядолід». Дорослу футбольну кар'єру розпочав 1984 року в основній команді того ж клубу, в якій провів три сезони, взявши участь у 77 матчах чемпіонату. 
Своєю грою за цю команду привернув увагу представників тренерського штабу клубу «Атлетіко», до складу якого приєднався 1987 року. Відіграв за мадридський клуб наступні чотири сезони своєї ігрової кар'єри.
Згодом з 1991 по 1994 рік грав у складі «Барселони», у складі якої тричі виборював титул чемпіона Іспанії, ставав переможцем Ліги чемпіонів УЄФА, володарем Суперкубка УЄФА.
Сезон 1994/95 захищав кольори «Валенсії».
Завершив професійну ігрову кар'єру у клубі «Реал Вальядолід», у складі якого свого часу розпочинав виступи на футбольному полі. Прийшов до команди 1995 року, захищав її кольори до припинення виступів на професійному рівні у 1999.

## Виступи за збірну
1991 року провів свій єдиний офіційний матч у складі національної збірної Іспанії.

## Титули і досягнення
- Володар Кубка Іспанії з футболу (1):

«Атлетіко»:  1990–91
- Чемпіон Іспанії (3):

«Барселона»:  1991-1992, 1992-1993, 1993-1994
- Переможець Кубка європейських чемпіонів (1):

«Барселона»:  1991-1992
- Володар Суперкубка Європи (1):

«Барселона»:  1992
- Володар Суперкубка Іспанії з футболу (2):

«Барселона»:  1991, 1992
- Чемпіон Європи (U-21): 1986